# 2906 Caltech
2906 Caltech eller 1983 AE2 är en asteroid i huvudbältet som upptäcktes den 13 januari 1983 av den amerikanska astronomen Carolyn S. Shoemaker vid Palomar-observatoriet. Den är uppkallad efter California Institute of Technology (Caltech).
Asteroiden har en diameter på ungefär 58 kilometer.